# Price (Utah)
Price é uma cidade localizada no estado norte-americano de Utah, no Condado de Carbon.

## Demografia
Segundo o censo norte-americano de 2000, a sua população era de 8402 habitantes.
Em 2006, foi estimada uma população de 8010, um decréscimo de 392 (-4.7%).

## Geografia
De acordo com o United States Census Bureau tem uma área de
11,0 km², dos quais 11,0 km² cobertos por terra e 0,0 km² cobertos por água. Price localiza-se a aproximadamente 1707 m acima do nível do mar.

## Localidades na vizinhança
O diagrama seguinte representa as localidades num raio de 36 km ao redor de Price.